# Малинче
Малинче, Малинели Тенепатль (науатль Malineli Tenepatl), в крещении донья Марина (исп. Doña Marina, 1500 или 1501 — между 1529 и 1550) — переводчица, осведомительница и наложница Эрнана Кортеса, сыгравшая важную роль в завоевании Мексики испанцами.

## Биография
Вероятно, происходила из знатного рода, проживавшего в Коацакоалькосе и относившегося к народу науа. Согласно хронике Берналя Диаса, её родители «были сеньорами селения Пайнала». Её собственным именем, данным при рождении, возможно, являлось Malinalli, что в переводе с науатль означает «трава» (знак, соответствующий дню рождения). Мексиканский историк XVII века Чимальпаин, выходец из народа чичимеков, утверждал, что настоящим именем её было Тенепаль (Tenepal). «Малинче» же, согласно Гомесу де Ороско, было именем её отца.
Между 8 и 12 годами Малинче была отдана в рабство из области, населённой майя, видимо, в виде дани. Свободно владела астекским языком (науатлем) — lingua franca Мексики и одним из языков майя — чонталем.
Малинче была подарена Кортесу 15 марта 1519 года в Табаско в числе двадцати других женщин, а также золотых изделий и прочих подношений, которые жители Табаско преподнесли испанцам в знак заключения союза против ацтеков. Её сразу крестили Мариной и собирались отдать капитану Алонсо Эрнандесу де Портокарреро. Обнаружив, что она говорит на науатле, Кортес отдал Малинче в обучение к Херонимо де Агильяру, испанцу, бывшему в плену у майя и знающему их язык. Малинче переводила с науатля на язык майя, а Агильяр переводил с майя на испанский — и наоборот. По-видимому, Малинче очень быстро освоила испанский язык, поскольку все хронисты завоевания Мексики почти не упоминают Агильяра.
Малинче сыграла огромную роль как переводчица и дипломат на первом этапе завоевания Мексики (до 1521 года). Очень тепло относится к ней Берналь Диас, неоднократно подчеркивавший неоценимые услуги, которые Малинче оказала испанцам. Он с радостью пишет, что она выжила в «Ночь печали».
От Кортеса у неё родился сын Мартин, усыновлённый второй женой Кортеса Хуаной де Суньига. Позднее Малинче была выдана замуж за Хуана Харамильо. Скончалась Малинче, судя по документам, в 1529 году во время эпидемии оспы. В конце XX века британский историк колониальной испанской империи Хью Томас выдвинул гипотезу о том, что она скончалась около 1550 года в Кастилии, однако широкой поддержки среди исследователей она не получила.

## Упоминания в источниках

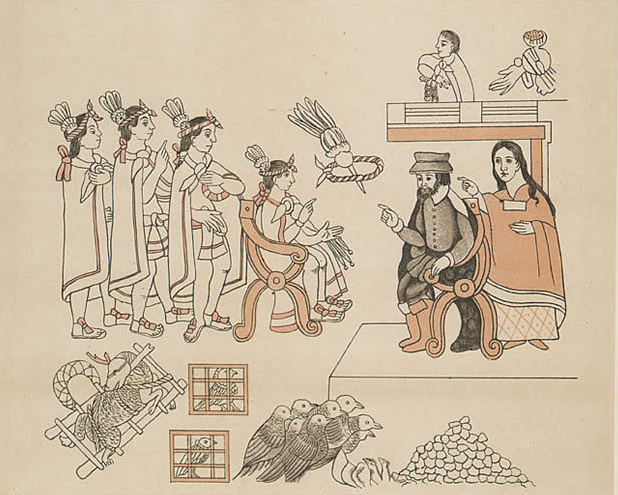
Монтесума II встречает Кортеса и Малинче 8 ноября 1519 г. Миниатюра «Кодекса Тласкала» (1550)

Об индианке Марине много писали как астекские кодексы (Кодекс Теллериано-Ременсис), так и хронисты, в частности Фернандо де Альва Иштлильшочитль в своей Истории народа чичимеков:

…и так как Агиляр не понимал этого языка, Господь позаботился о том, чтобы исправить это неудобство, для чего нашлась одна из женщин, которых владыка Потончана ранее дал Кортесу, очень хорошо знавшая язык, потому что была уроженкой селения Уилотлан [Huilotán] в области Шалацинко [Xalatzinco], дочерью благородных родителей и внучкой владыки той области Коацакоалькос [Coatzacoalcos], и переходила из рук в руки, пока не оказалась во власти владыки Потончана, который затем, как сказано, отдал её Кортесу, и он лаской и добрым обхождением обратил её, и она стала христианкой, и её назвали Марина [индейское имя — Малиналли], и вместе с ней остальные спутницы Кортеса, которые стали первыми в этой Новой Испании, и затем она служила переводчицей вместе с Агиляром, так как Кортес говорил то, что хотел, Агиляру, а тот на языке Потончана и Табаско переводил это Марине, а та, очень хорошо знавшая тот язык, переводила на мешикский; хотя через немногие дни она выучила кастильский, чем избавила Кортеса от многих затруднений, что казалось чудом и было очень важным для обращения туземцев и утверждения нашей святой католической веры. С течением времени Марина вышла замуж за Агиляра.— Альва Иштлильшочитль, Фернандо де. История народа чичимеков. - Украина, Киев, 2010

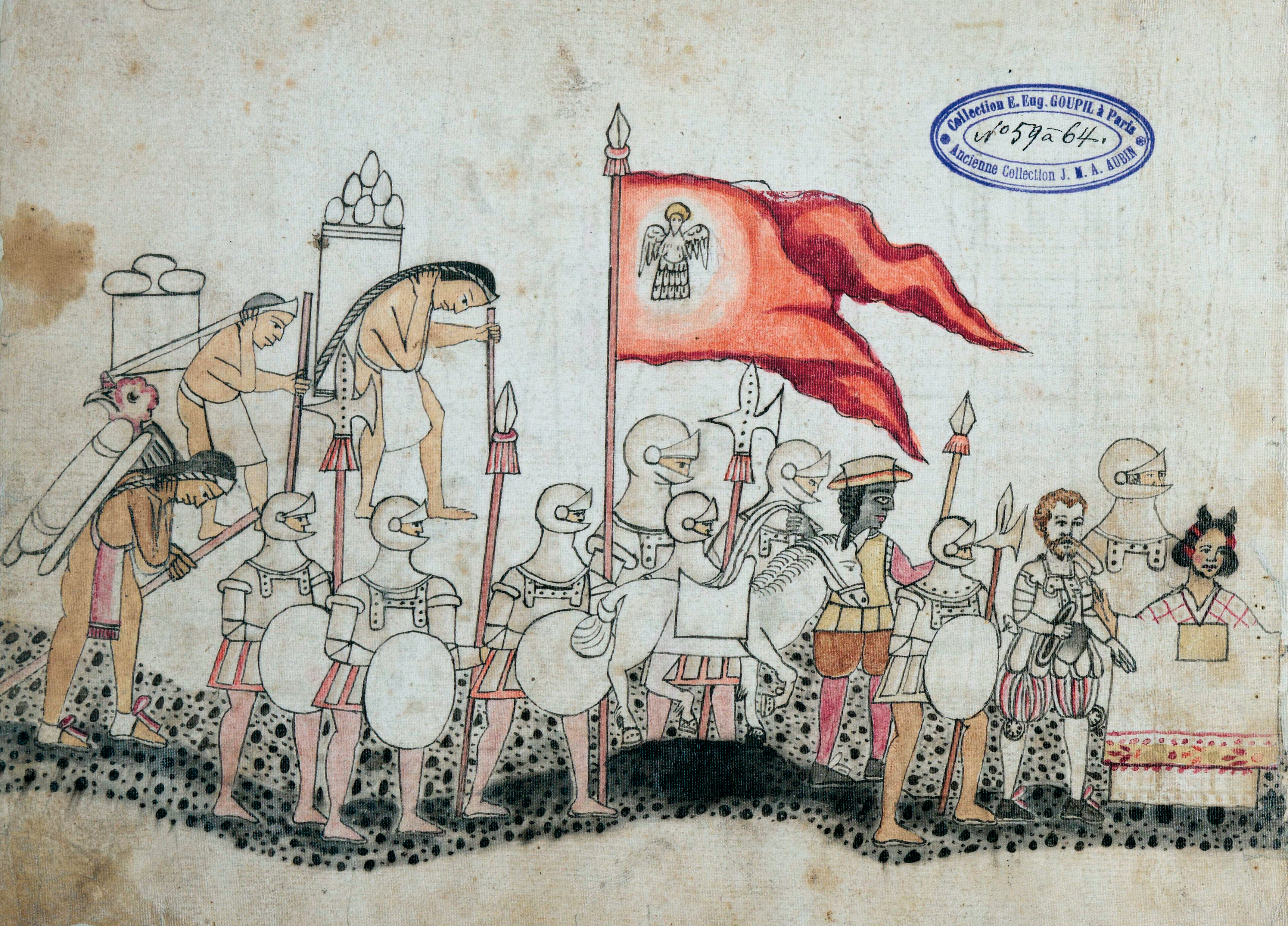
Кортес и Марина (крайняя справа) во главе войска конкистадоров. Миниатюра «Кодекса Аскатитлана», вторая пол. XVI — нач. XVII в.

Берналь Диас дель Кастильо сообщал также:

…на другой день, рано утром, это был 15-й день месяца марта 1519 года, явилось множество касиков и знатных со всего Табаско. Приблизились они с большим почтением, неся подарки из золота: 4 диадемы, несколько ящериц, две собачки с торчащими ушами, 5 уток, 2 изображения лиц индейцев и другое. Количество точно не помню, но оно было невелико, да ведь мы теперь отлично знаем, что вся эта провинция небогата металлом. Зато привели они с собой 20 молодых женщин и среди них исключительную красавицу, дочь могущественного касика Пайналы, претерпевшую много бед, ту самую, которая по принятии христианства получила имя донья Марина…

Берналь Диас дель Кастильо. Правдивая история завоевания Новой Испании. Пер. Д. Н. Егорова.

Донья Марина знала язык Коацакоалькоса, который был мешикским, и знала другой язык — табаскский, как и Херонимо де Агиляр, знавший язык юкатанский и табаскский — это был один язык; и вначале было так: она переводила Агиляру, а тот Кортесу, и обратно.

Там же.

## Легендарные сведения
В целом биография Малинче известна плохо. Сомнительные, легендарные и полулегендарные сведения сводятся к следующему:
- Происхождение. Легенда о продаже в рабство благородной девицы обычна для рыцарских романов того времени. Берналь Диас явно испытывал влияние этого жанра.
- Роман с Кортесом. Романтизированная в XIX в. история. Кортес имел связь не только с Малинче, но и с другими индейскими женщинами, и имел от них детей.
- Измена родине. В современной Мексике отношение к Малинче в лучшем случае двойственно. В Мексике появился даже термин «малинчизм[англ.]» (Malinchismo), означающий предательство родины, но очевидно, что Малинче не была связана с царствующим домом ацтеков, который связывал 38 народов Мексики в весьма рыхлую конфедерацию.
- Призрак La Llorona (исп. Рыдающая). Одна из современных городских легенд утверждает, что Малинче стала тоскующим призраком, вечно оплакивающим своих детей.

## Образ в культуре

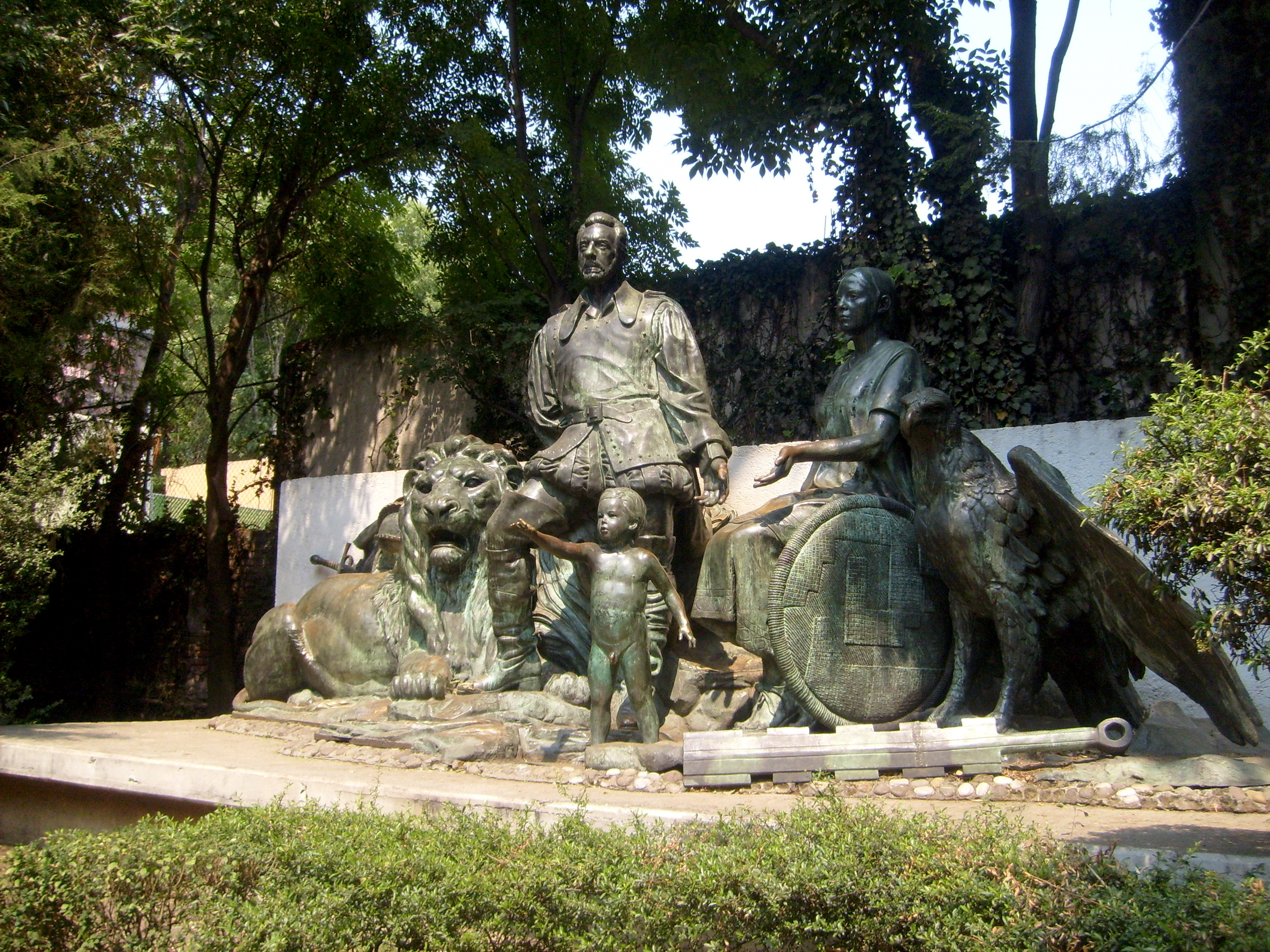
Современная скульптурная композиция Monumento al Mestizaje, изображающая Кортеса, Марину и их сына Мартина, перенесена в менее приметное место из-за протестов. Мехико

Малинче является главной героиней оперы «La Conquista» 2005 года итальянского композитора Лоренцо Ферреро.

### Художественная литература
- 1805 — В произведении Яна Потоцкого «Рукопись, найденная в Сарагосе» образ Малинче представлен героиней Мариной, которая проклята за то, что «отдала своё сердце и свою страну ненавистному Кортесу, главарю морских разбойников».
- 1893 — Малинче (Марина) фигурирует в романе «Дочь Монтесумы» Г. Р. Хаггарда.
- 1980 — Малинче показана двуличной предательницей в романе «Ацтек» Гэри Дженнингса.
- 2006 — «Малинче» мексиканской писательницы Лауры Эскивель.

### Киновоплощения
- 1947 — «Капитан из Кастилии»[англ.] (США) режиссёра Генри Кинга. Донья Марина в исполнении Эстелы Инды. Экранизация романа Сэмюэла Шеллабаргера.
- 2008 — «Кортес» в документальной серии Би-би-си «Завоеватели[англ.]». В роли Малинче — Винита Риши[10].
- 2018 — сериал «Малинче»[исп.] (Мексика). В роли Малинче — Мария Мерседес Корой.
- 2015 — сериал «Карлос, король и император» (Испания); в роли Малинче — Иасуа Лариос.
- 2019 — сериал «Эрнан» (Мексика, Испания); в роли Малинче — Ишбель Баутиста.

### Комментарии
1. ↑  Настоящее имя девушки — Малинцин, ацтекского происхождения. Однако испанцы произнесли его как Малинче[4].